# ニューダンガンロンパV3 みんなのコロシアイ新学期
『ニューダンガンロンパV3 みんなのコロシアイ新学期』（ニューダンガンロンパブイスリー みんなのコロシアイしんがっき）は、スパイク・チュンソフトより2017年1月12日に発売されたPlayStation 4・PlayStation Vita用ゲームソフト。2機種同時発売。
2017年9月26日には米国で『Danganronpa V3: Killing Harmony』として発売。同日にSteamでも日本を含めた世界向けにMicrosoft Windows版の配信が開始された。その後、欧州及びオーストラリアのPS4/Vita版についても順次発売されている。

## 概要
『ダンガンロンパシリーズ』の一作で、テーマは「サイコクール」。ナンバリングされたゲーム作品では3作目で、タイトルも『V3』としているが、過去の「希望ヶ峰学園」を舞台としたシリーズ作品（希望ヶ峰学園シリーズ）から世界設定や登場人物などを一新した内容となっており、舞台も新たに「才囚学園」となっている。「希望ヶ峰学園」を舞台としたシリーズ作品の続編としては本作と別に、同じ「3」のナンバリングを冠したアニメ作品『ダンガンロンパ3 -The End of 希望ヶ峰学園-』が製作されている。以降、区別のため本作を『V3』、アニメ作品を『3』とする。
シリーズ旧作の製作陣は『3』の製作が構想されていることを早くから認めており、SCEの戦略発表会『SCEJA Press Conference 2013』において、「and also……3」というキャプションが出たことが初出となる。その他『GDC 2015』などのイベントで、シリーズのシナリオライターである小高和剛が水面下で『3』を製作している可能性を認めていた。
その後、2015年9月15日に開催された『SCEJA Press Conference 2015』でのプロモーションビデオにおいて、公式にタイトルと情報を公開、続く2015年12月2日の「ダンガンロンパ プロジェクト発表会」で、新規情報とともに発売を2016年予定としたことを発表したが、2016年9月13日にプロモーショントレーラーが公開されるとともに発売が2017年1月に決定し、2016年12月20日からの体験版配信を経て翌月発売となった。なお、体験版では過去作からのゲストキャラクターが登場し、ストーリーが製品版とは異なる他、クリアデータを製品版に引き継ぐと特典がある。
結末に関しては多くの賛否があり、シナリオライターの打越鋼太郎は「否定はしないが、商業的に考えたら（自分ならオチだけ）入れ替えたい」と語っており、小高はその提案を強く却下している。
限定版『超高校級の限定BOX』も発売され、こちらにはキャラクターデザインの小松崎類によるオリジナルデザインの「描きおろし限定BOX」、オリジナルアニメBlu-ray「スーパーダンガンロンパ2.5 狛枝凪斗と世界の破壊者」、モノクマが喋る「ニューモノクマストラップ」、資料集「ニューダンガンロンパV3 才囚学園調査書」、「ダンガンロンパカレンダー2017」、「厳選サウンドトラック＆キャストコメントCD」、「オリジナルカスタムテーマダウンロードカード」が付属。
PC向け移植版『Danganronpa V3: Killing Harmony』のSteamの配信に先駆け、2017年8月26日よりこちらも体験版の配信が開始された。内容はPS4/Vita版と同様だが、新たに英語音声と、英語・フランス語・中国語（繁体字＆簡体字）字幕が搭載されている。
2021年11月4日にはNintendo Switch版『ニューダンガンロンパV3 みんなのコロシアイ新学期 Anniversary Edition』が発売。なお、iOS/Android版が当初2021年5月21日に発売予定と発表されていたが、発売日直前に「最終チェックの過程で大きな不具合を確認したため」として発売が延期され、2022年4月11日に発売された。また、2022年9月15日の東京ゲームショウ2022にてXbox One、Xbox Series X/S、PC（Microsoft Store）版が発表され、同日配信された。
今作も過去作と同様、ネタバレ防止のために2章以降のプレイ動画、生放送は自粛するよう呼びかけられている。

## あらすじ
ギフテッド制度に認定された超高校級の才能を持った16人の少年少女はある日モノクマーズというヌイグルミ達に「才囚学園」という檻に囲まれた学校だった。
赤松達、16人の少年少女はモノクマーズから「コロシアイ」をするように命じられる。

## ゲームシステム

### 学級裁判
一つの学級裁判は従来通り多くのコーナーで構成されている。コーナーの種類は以下の通り。
ノンストップ議論
システム自体は概ね従来通りであるが、「V論破」「偽証」「裏ルート分岐」の3つが新規要素として追加され、代わりに「コトダマの記憶」が削除された。
V論破
精神集中時にウィークポイントの特定の場所に赤いマーカーが見えるようになっており、そこにコトダマを撃ち込むことでVのマークが表示されてV論破となる。
V論破に成功すると、学級裁判の評価がアップする。
偽証
△ボタンを押し続けることでコトダマが本来の内容とは異なる意味をもつ「ウソダマ」へと変化させ、△ボタンを離すことでウィークポイントに撃ち込む事ができる。これによってあえて嘘をつき、矛盾していない発言をも論破できるようになる。ただし、△ボタンを押している間はライフゲージが減っていき、論破に成功するとライフゲージは減らないが、失敗してしまうと押していた分のライフゲージは消えてしまう。
この追加により、コトダマで論破・コトダマで同意・ウソダマで論破・ウソダマで同意、という4つのパターンのいずれかを選択することになる。
裏ルート分岐
特定の議論では有効なウィークポイントが二つある場合があり、本筋とは異なる論破を行うことで分岐することができる。説明文曰く、「嘘を使いこなすことで突入できる」。
パニック議論
基本システムは「ノンストップ議論」と同じだが、複数のキャラクターが3つのウィンドウで同時に発言をしているため、文字・音声共に情報量が多く、矛盾点を見つけるのがより難しくなっている。第2章以降の学級裁判のパニック議論では話をするキャラクターの一人が大声で発言する（文字の一部も大きい）場合がありこの時は他の2つのウィンドウにコトダマを当てられなくなる（この大声は黙らせる事が出来て黙らせると他の2つのウィンドウにもコトダマが当てられるようになる）。
声優によるボイスはカーソルを合わせているウィンドウのキャラクターが発言する時のみ発生する。
反論ショーダウン・真打
1対1で対戦するコーナー。相手の反論を次々と斬っていくことで議論が発展し、発言に矛盾点が生まれる。反論の矛盾点を適切な「言刃（コトノハ）」で斬り捨てることで、論破することができる。
前作と比べると、画面をスラッシュするのではなく左スティックで斬る方向を決める・回数制限なし・V論破あり、といった違いがある。
発掘イマジネーション
発想の鍵となるイラストが3色のブロックで埋まった状態となっているので、ブロックを○ボタンで選択して消していき、該当の絵が完全に出現した状態で△ボタンで選択することでクリアとなる。ダミーの絵もある。
消すことができるブロックは同色が2つ以上つながっている必要があり、繋がっている全ての同色ブロックが消える。ブロックが消えると隣接するブロックは特定の色に変化する。
一つだけ残ってしまった場合は○ボタンを3回押すことで消滅させることができるが、この場合は制限時間10秒減少のペナルティが発生する。
ブレインドライブ
車を運転し、コース上に配置された文字を集めて事件に関する問題文を完成させる。文章を完成させた後は、コースのレーン上に複数の選択肢が出現するので正解のレーンを進むことで正否判定が行われる。
道中には雑念を表す車が走行しており、接触すると発言力が減少する。
閃きアナグラム Ver. 3.0
画面を飛び交う文字の中から正しい文字を順番に選択し、質問の解答を完成させる。文字には影がかかっており見えないため、時折差し込む光や集中して画面中央を明るくすることで文字が明らかになる。
議論スクラム
2チームに分かれて対戦するコーナー。学級裁判の参加者の意見が二つに割れてしまったときに発生する。各陣営のキャラクターたちがそれぞれ異なる話題について発言する。
議論スクラムはモノクマが制止をかけて始まりモノクマが鍵のようなものを使用して裁判の舞台を変動させる演出が起きる異色のコーナーである。
相手陣営のキャラクターが順番に発言するなかで発言の話題を見極め、自陣営の同じ話題を持つキャラクターに発言させ、相手側の発言が一巡する間に互いの話題をマッチさせていく。一巡するまでに全員マッチさせられないと、やり直しになるが正解した話題は開示される。
理論武装
1対1で対戦するコーナーだが、こちらは主に相手が悪あがきをした際に発生する。プレイヤーキャラクター・対戦相手のどちらにも形は違えどライフが存在する。
リズムに合わせて画面上に○・×・△・□のマークが表示されるので、各マークの周囲に出ているエンゲージがちょうど一周するタイミングで該当のボタンを押していく（これをやる事で対戦相手のライフにダメージを与えられる）。ボタンを長押しして離す、リズム・ボタンの種類は問わず時間内に一定回数ボタンを押す、というものもある。
ダメージを与えていくと一呼吸置いたのちにスピードアップしていく。
ダメージを与えて対戦相手のライフがゼロになった時にバラバラになっている4つの文字の欠片を正しい順番に並べると勝利となる（『2』のパニックトークアクションの最後の勝利条件と同じ）。
理論武装時の背景には対戦相手が映っているがこの時の対戦相手の恰好は他の場面では見られない恰好をしている（一定量ダメージを与えると恰好の一部が剥がれる）。
クライマックス推理
システム自体は概ね従来通りであるが、ダミーが無くなった代わりに、一定の数まで埋めないとロックが解除されないコマがある。また、前作までとは違って、こちらも評価対象になる。
カクレモノクマ
特定の議論ではカクレモノクマが隠されており、それを発見して接触することで獲得できる。

### その他
ラブアパート
才囚学園の生徒の妄想が見られるイベント。

### おまけモード
ゲームクリア後に解放されるおまけモード。
宇宙一周ラブバラエティ だんがん紅鮭団
コロシアイを中止して生徒達が交流するifのストーリーが展開される。過去作の「アイランドモード」や「スクールモード」に相当。
超高校級の才能育成計画
「本作の生徒達が希望ヶ峰学園に入学した」というifの世界で、3年間の学園生活を経てキャラクターを成長させるボードゲーム。ゲストとして『1』と『2』のキャラクター達も『V3』のキャラクター達と別クラスの同級生として登場している。
本モードで育て上げたキャラクターは「絶望のダンジョン モノクマの試練」にて使用できる。
最初は『V3』のキャラクターしか育成できないが、「モノクマの試練」で溜めたお金を消費して「カードDEATHマシーン」で引き当てることで過去作のキャラクターも使用できる。
絶望のダンジョン モノクマの試練
「超高校級の才能育成計画」で育てたキャラクターで最大4人パーティーを組み、ダンジョンに挑むRPG。その性質上、プレイするには事前に「才能育成計画」を最低1人分はクリアする必要がある。
ダンジョン内では敵としてさまざまなタイプのモノクマに遭遇する。モノクマ達を倒して資金や素材を集め、武器や防具を生成しながらダンジョンの最深部・地下50階を目指す。本モードではキャラクターは成長しないため、「才能育成計画」でどのように成長したかが大きく影響してくる。
超高校級のカードDEATHマシーン
「絶望のダンジョン モノクマの試練」で手に入れた資金を投入することで、超高校級の生徒達のカードを入手できる。新たなカードを手に入れると「超高校級の育成計画」で使用可能なキャラクターが増える。カードには3段階のレア度が存在し、レア度が高いと「才能育成計画」での成長速度が早くなる。レア度の高いカードは「モノクマの試練」の攻略を進めるほど出現確率が上がる。

## 登場人物
本作は「希望ヶ峰学園」を舞台としたシリーズから設定と登場人物を一新しているが、シリーズを代表するキャラクターでもある「モノクマ」は本作でも引き続き登場している。

### 才囚学園の生徒
本作の生徒は全部で16人存在する。初登場時は全員出身校の制服を着用していたが、モノクマーズによって「超高校級」の何かを思い出させるため着替えをさせられる。物語の展開上、物語が進んでいくと殺害されたりクロとして処刑されるなどで生徒の数が減っていく。

### 主要人物
赤松 楓（あかまつ かえで）
声 - 神田沙也加
超高校級の「ピアニスト」。誕生日:3月26日、身長:167cm、体重:53kg、胸囲:90cm、血液型:O型。
一人称は「私」。男性に対しては「名字＋くん」、女性に対しては「名字＋さん」で呼ぶ。
髪型はロングで、頭頂部にアンテナ（アホ毛）があり、音符の形をしたヘアピンをいくつか付けて五線譜柄のスカートを履いており、リュックをしょっている。
本作の体験版においても主人公を務めている少女。明るく前向きな性格で、目標達成のためには努力を惜しまず、百田と同様にどんな状況でも熱い発言をするなどのポジティブな面もあり、どんな相手でも友達になろうと発言することや誰に対しても気軽に話しかけるといった積極性をも見せているが、それ故に他の生徒達からは一目置かれている。また、自分達を理不尽なコロシアイに追い込んだモノクマに対して強い憤りを感じており、脱出したら皆と友達になるという目標を掲げているものの、目標を達成しようと躍起になる余りに周囲を巻き込んでの迷惑にもなっていることに気付かないなどの欠点もあり、王馬からもそれを指摘されている。
幼少期からピアノと共に育っており、友人からは「ピアノバカ」と呼ばれる程にいつもピアノを弾いていたが、それ故に数々のコンクールでも賞を獲得する程の腕前を持っている。また、物事を楽曲に例えることがある。
天海 蘭太郎（あまみ らんたろう）
声 - 緑川光
超高校級の「???」。誕生日:10月3日、身長:179cm、体重:62kg、胸囲:82cm、血液型:B型。
一人称は「俺」。男性に対しては「名字＋君」、女性に対しては「名字＋さん」で呼ぶ。
耳や指などにいくつかアクセサリーを付けており、ボーダーの服に茶色のズボンを着用している。
自分の超高校級の才能が何であったのかが思い出せないが、それに思い悩む様子は無く、むしろ「自分がどんな超高校級なのか楽しみ」と語っている。外見や口調からやや軽薄な印象を受けるが、他の生徒達が混乱に陥る中でもモノクマ達に対して目的を問い詰める冷静さや現状に対する深い洞察力も持ち合わせており、時折他の生徒達の知らない「何か」を知っているような言動も垣間見えるなどの才能以外の面でも謎が多い。
実家は裕福なようで、たくさんの妹がおり、またネイルアートをやってあげるような相手もいたためにネイルアートの技術に長けていて、用語にもそれなりに詳しい。また、行方不明となっている妹をいつか探しに行こうとするなどの妹思いな一面もある。
入間 美兎（いるま みう）
声 - 石田晴香
超高校級の「発明家」。誕生日:11月16日、身長:173cm、体重:56kg、胸囲:99cm、血液型:AB型。
一人称は「オレ様」。男女共に名字で呼び捨てか、猥褻を混ぜるなど罵倒するような仇名で呼ぶ。
ロングヘアーに加えてセーラー服を着用しており、頭にゴーグルを掛けている。
自身を「美人すぎる天才発明家」と称する自信家な上に恐ろしい程に尊大で、とにかく口が悪く、口を開けば暴言と下ネタばかりを吐き出すが、その反面では相手から責められると急激に弱腰になるなどのメンタル面は非常に打たれ弱い。また、「目薬型コンタクト」をはじめとした画期的な製品を生み出しており、中には商品化された物もあるが、本人は「いかに寝たまま楽して生活できるか」が最も重要なテーマとしており、それ故にほとんどの作品を失敗作扱いしている。
学級裁判ではよく「ぶっ大したことねぇな」、「ぶっ楽勝だぜ」などと言葉の最初に「ぶっ～」と付けるなどの表現を強調した言い回しをすることがあり、時折弱い部分を見せながらもほぼ強気な発言をぶつけている。
発明家としての頭脳や能力は非常に優秀で、赤松と最原に頼まれて写真撮影が可能な隠しカメラや警報器を短時間で作成したり、暇つぶしと言ってドローンを完ぺきに作り上げていた。
王馬 小吉（おうま こきち）
声 - 下野紘
超高校級の「総統」。誕生日:6月21日、身長:156cm、体重:44kg、胸囲:70cm、血液型:A型。
一人称は「オレ」。男女共に「名字＋ちゃん」で呼ぶ（キーボに対しては「キー坊」、ゴン太に対しては呼び捨てで呼んでいる）。
黒が掛かったような紫色の髪型に同じような瞳をしており、上下ともに総統らしい白色の服を着用し、首に市松模様のスカーフを巻いている。
嘘吐きを自称し、思いつきで適当な事を言ったり、泣き真似をしてみたりとかなり捉えどころが無く、また無邪気な笑顔とは裏腹に他の生徒達を責め立てたり、生徒同士の不安を煽るような言動も平然と行うが、本人は「悪の総統だから」と悪びれる様子も見せない。また、「構成員一万人以上の悪の秘密結社の総統」という嘘か本当か分からない才能を持っているが、最原からは思い当たる組織がないとされているために詳細は謎に包まれている。
嘘吐きであるが故に他人の嘘を見抜くことに長けており、学級裁判ではそれらしい発言をぶつけたりして場を引っ掻き回している。
キーボ
声 - 柿原徹也
超高校級の「ロボット」。誕生日:10月29日、身長:160cm、体重:89kg、胸囲:88cm、血液型不明。
一人称は「ボク」。男性に対しては「名字＋クン」、女性に対しては「名字＋さん」で呼ぶ。
サイボーグのような機械化した身体をしており、髪型にはアホ毛がある。
性格は至って真面目で、基本は誰に対しても敬語を使うが、ロボットへの差別的な発言や偏見には熱くなりがちで、特にロボットであるが故に空気が読めない一面もあり、特にロボットと人間の違いという意味で王馬からは常にからかわれている。高度な学習機能「成長するAI」や「録音機能」を搭載しており、生みの親である飯田橋（いいだばし）博士から我が子のように育てられたために現在は自立したまま高校に通っているが、大体のことは人間にできる程度のことしか出来ず、それ故に入間からもその機能性を「ショボい設定」と酷評されたこともある。
王馬からは「ガソリン臭い息」と冗談を言われるが、ほぼ電気を動力としており、飲食行為が出来ず、ロボットとして様々な機能を搭載していても基本は有っても無くてもいい物ばかりだが、本人は小さな身体に動力と機能をコンパクト且つ軽量化して纏めている事を一番の自慢と捉えている。また、平凡なロボットである事を克服することを目標としており、いつかロボットビジネスを立ち上げることを将来の夢にしている。
獄原 ゴン太（ごくはら ゴンた）
声 - 武内駿輔
超高校級の「昆虫博士」。誕生日:1月23日、身長:198cm、体重:94kg、胸囲:108cm、血液型:A型。
一人称は「ゴン太」。男性に対しては「名字＋君」、女性に対しては「名字＋さん」で呼ぶ。
巨漢という体格の良い体つきをしており、茶色の制服を着用し、常に肩から虫かごを下げている。その強面に反し､幼い口調が特徴。靴は履かず素足。
普段は温厚且つ紳士的で、「森の家族への恩返し」のために「本物の紳士」を目指しており、仲間が疑われた時には無実だと信じようとするなどの百田と同様に仲間想いな面もあるが、反面では昆虫の話になると豹変することがあり、「昆虫が嫌い」な人に対しては激しい怒りの表情を見せている。昆虫探しに夢中になったために森の中で迷子になった際に狼の一家に育てられたという過去があり、そのために森で過ごす時間が長かったせいもあっていつも裸足で過ごしていたり、動物や昆虫と会話が出来るが、代わりに一般教養に欠けるところがあり、他の生徒との会話が噛み合わないことも多い。
基本は純粋であり、他人の意見に流されやすく、王馬の嘘や他人の言葉を簡単に鵜呑みにしたり、学級裁判では気付くべきところに気付かないなどの鈍感な面も見せている。
見た目の通りに怪力があり、マンホールの蓋を片手で持ち上げたり、それを遠くまで投げ捨てるなどの腕力を誇っているが、本人は「虫も殺したことがない」と語っており、そのために人を傷付けることやコロシアイそのものを嫌っている。
基本的に周りからは「ゴン太（くん）」と名前で呼ばれているが、春川や星、東条からは名字で呼ばれている（東条は「獄原君」、春川や星は「獄原」。また、星は時々だが、「ゴン太」と呼ぶこともある）。V3おまけモードにあたる才能育成計画やダンガンロンパSでは霧切、日向、花村、十神（2の太った詐欺師の方）も名字で呼んでいる（霧切からは「獄原君」、花村からは「獄原くん」、日向と十神（2の詐欺師）からは「獄原」)。
最原 終一（さいはら しゅういち）
声 - 林原めぐみ
超高校級の「探偵」。誕生日:9月7日、身長:171cm、体重:58kg、胸囲:80cm、血液型:AB型。
一人称は「僕」。男性に対しては「名字＋くん」、女性に対しては「名字＋さん」で呼ぶ。
帽子を目深に被っており、帽子を脱ぐと頭頂部にアンテナ（アホ毛）があり、黒の制服を着用している。
本作のメインヒーローである少年。気弱な性格で、周りに流されやすかったり、自分に自信が持てなかったり、マイナスな面や発言も多く冷や汗をかいたり、赤面したりすることも度々あるために赤松からは「ちょっと頼りなさそう」と評されているが、一方では入間から帽子の事を馬鹿にされてムキになるなどの感情的な一面も見せており、いざと言う時には他の生徒達顔負けの行動を示すこともある。また、自分が超高校級に値するとは思っておらず、自分を探偵だとも思っていなく、そのために弱気な発言が目立つが、行動力や洞察力はかなり優秀で、特に生徒達の行動や言動の記憶力も良く、それぞれの主張から状況を的確に判断できる程の能力を持っている。
普段は探偵をやっている伯父の元で働いており、かつて遭遇した殺人事件を警察よりも先に解決したことで警察から表彰されて少年探偵と話題になったことがあり、それがギフテッド制度に選ばれた理由となっている。
上記のように殺人事件の解決はした事があるものの、その殺人事件の全貌は被害者が犯人の家族を騙して自殺に追い込んだために犯人は被害者への復讐のために殺人を犯したという内容であったために犯人から憎くて堪らない程の眼光を向けられたという経験があり、それ故に自分は被害者の味方をしたために憎まれて当然と思っている。真実を暴く事を恐れるようになっており、今でもその殺人事件を解決して良かったのかと迷っているが、同時にトラウマによって他人の目をあまり見られなくなっており、それを隠すために上記のように帽子を被るようになっていた。
しかし物語が進むと、ある出来事で新たなトラウマを負ってしまい、それ以降は帽子を被らなくなっている。
白銀 つむぎ（しろがね つむぎ）
声 - 小松未可子
超高校級の「コスプレイヤー」。誕生日:8月15日、身長:174cm、体重:51kg、胸囲:83cm、血液型:A型。
一人称は「わたし」。男性に対しては「名字＋君」、女性に対しては「名字＋さん」で呼ぶ。
青色のロングヘアーで、眼鏡を掛けており、服装は白を基調とした制服を着用し、長めの黒スカートを履いている。
大人しく、優しい口調で話すことが多いが、一方では好きな作品やコスプレについて熱く語ったり、考え事の最中は周囲を無視する面もあり、また作品の名言を引用するという癖があったり、発言に「地味に～してたよ」とつけることが多い。また、学級裁判では度々やんわりと、またはしっかりしたツッコミを入れることがある。
企業スポンサーがつく程の人気を誇るが、本人は作品への愛よりも自分が目立つことを重視しているコスプレイヤー達を嫌って独自に活動しており、それ故に衣装を着るよりも作る方を好む。コスプレに対しては並々ならぬ信念があり、「コスプレは変装じゃない」と否定し、逆にコスプレする時はフィクション作品のキャラクターだけという独自の考えを持っているが、それ故にフィクション作品以外の時や他人に変装した時には体中にアレルギー反応を起こしてしまう。
男女が仲良くする様子に不快感を示すこともあり、それを良しとしない発言もしている。
真宮寺 是清（しんぐうじ これきよ）
声 - 鈴村健一
超高校級の「民俗学者」。誕生日:7月31日、身長:188cm、体重:65kg、胸囲:81cm、血液型:O型。
一人称は「僕」。男性に対しては「名字＋君」、女性に対しては「名字＋さん」で呼ぶ。
男にしては長い髪をしており、学ランを着用し、帽子を深く被っており、口元から首までをチャックのついた黒いマスクで隠し、手には白い包帯を巻いている。
冷静沈着で、頭も良いが、不気味な風貌をしており、根本的な価値観が常人とズレているところがある。また、民俗学を研究するために様々な土地を訪れており、その時に様々な人間を見てきたという経験を持つが、その経験から「人間には無限の美しさがある」という持論を持っており、監禁された困難な状況下では「人間のどんな美しさが見られるのか」と他の生徒達を興味深く観察している。
相手から酷い事を言われても堂々としていたり、感情的になる生徒達を宥めようとするなどの普段から平静を保っており、また相手に対する言葉の使い方に気を付けようとしたり、自分が言い過ぎた時やきつい口調で返した時には謝罪を示すなどの律儀な面も持ち合わせている。また、語尾が「～だネ」、「～だヨ」とカタカナになっている。
前述の観察眼には非常に長けており、学級裁判では生徒達の感情を読み取ることが出来たり、論理的で人間の言動や議論の矛盾等に関しても鋭い指摘をぶつけている。
茶柱 転子（ちゃばしら てんこ）
声 - 徳井青空
超高校級の「合気道家」。誕生日:1月9日、身長:165cm、体重:52kg、胸囲:88cm、血液型:B型。
一人称は「転子」。男女共に「名字＋さん」で呼ぶ。
青色の制服を着用し、髪にピンクのカチューシャと黄緑色のバンダナを身に付けており、首にはピンクの首輪をし、草履を履いている。
明るい性格で、初めての集合時からリアクションが大きく、特に喜怒哀楽がはっきりしており、また兵器である「エグイサル」に自分から立ち向かおうとするなどの勇気ある一面や自分の拳をコロシアイのために使う事を否定する等の真っ直ぐな一面、合気道家の誇りとして正面から殴ることにこだわるなどの正々堂々とした一面も見せているが、そんな熱い心を持っていることとは裏腹にアイドルが好きだったり、夢を与える存在に憧れを抱くなどのミーハーな乙女チックな一面もある。
師匠と一緒になんとなく合気道を想像して作り上げた武術「ネオ合気道」を極めているが、「きえええええ！」や「うおおおおお！」と大きな声を出して脳のリミッターを外して気合を入れる習慣があり、それ故に非常にうるさい。また、合気道なのに能動的に攻撃しようとすることもあり、特に男子を成敗しようと考え続けている。
男子のことを「男死」と呼ぶ程の重度の男嫌いで、男子に褒められると表情が一瞬で死んだり、危ない状況に陥った時には男子を犠牲にしようと考えたり、触れそうになると条件反射で投げ飛ばしてしまったり、特に赤松が最原といつも一緒にいることにも疑問視しているが、反面ではゴン太のように広い心を持った男子に対しては褒め称えるような発言をしたり、男子によっては警戒しつつも普通に会話することもあることから、根っから男子に対し敵愾心を抱いているというわけではない。女子に対しては温和に接しており、褒められると面白おかしく謙遜したり、危ない時には女子だけを守ろうと躍起になることが多く、本人は特に夢野がお気に入りで、度々彼女に付き纏っては迷惑がられているが、女子の中で唯一アンジーだけは苦手意識を持っている。
顔芸が豊かで、男子を見たり、驚いたり、呆れた時には表情が崩れることが多く、本人もそれを自覚しており、実際に赤松から可愛いと言われても「何かをする度に顔がしわくちゃになる」などと謙遜しながら語っていた。また、投げた相手の心を読むことが出来る能力を持っており、的確な助言もする。
東条 斬美（とうじょう きるみ）
声 - 井上喜久子
超高校級の「メイド」。誕生日:5月10日、身長:176cm、体重:52kg、胸囲:84cm、血液型:B型。
一人称は「私」。男性に対しては「名字＋君」、女性に対しては「名字＋さん」で呼ぶ。
黒を基調としたワンピースを着用し、黒のストッキングに黒色の靴を履いており、髪型は短めながらも片目が隠れている。
大人っぽい性格で、気品があり、いつも落ち着いているが、一方では無様とも見える言動を起こすなどの意外な一面がある。頭脳明晰且つスポーツ万能で、メイドのアルバイトをしていた時にどんな依頼でも必ず完遂させたことがあり、その完璧な仕事ぶりは周囲から多大な評判になる程で、また各国首脳のボディガードに抜擢されたこともあるが、国家滅亡という依頼までもが来た時には限度もあったために「さすがに断った」と語っている。また、「滅私奉公」を自らの信条としており、監禁された状況下でも他人のために働くという意識は変わらず、生徒達の食事の用意や掃除などの家事全般を自主的に行っていたり、自分から依頼が来るのを寄宿舎の外で待っていたりと基本は頼りになるために生徒達からの信頼も厚いが、一方では自分のために何かをするという発想に欠けており、赤松や最原から個人として話がしたいと話し掛けられてもそれを「自分に依頼する為に話し掛けた」と受け止め、更には会話をすることさえも「依頼」として受け取っている。
メイドとしての能力も一線を画しており、的確なアドバイスでたくさんの人を成功に導いたり、悪人を更生させるなどの様々な功績を持っているが、反面ではある主人の世話をする際に世話のし過ぎで失敗をしたという経験もあり、それ故に本人もただ世話をするだけでなくその人の成長も考えて何かをさせるべきという独自の考えも持っている。
食事を用意する時は「和食」と「洋食」の両方を必ず用意したり、生徒達の部屋の生活環境を整えようとする等のその優しさと気遣いは「お母さんみたいだ」と良く母親風に例えられることが多いが、本人は自分が高校生という立場もあって「お母さん」と呼ばれる事やその扱いを受ける事に関しては全面的に否定している。また、現場の状況を見ただけでクロやその犯行を導き出したり、冷静に物事を順序立てしてから理論的に推理を行うなどの観察力や推理力に長けており、学級裁判では推理に当てはまるような人物を指摘した場合は可能性としてその人物に徹底的に疑いを掛けたりと他の生徒達とは顔負けの大人びた面も見せている。
春川 魔姫（はるかわ まき）
声 - 坂本真綾
超高校級の「保育士」。誕生日:2月2日、身長:162cm、体重:44kg、胸囲:77cm、血液型:A型。
一人称は「私」。男女共に名字で呼び捨てで呼び、主に下の名前で呼ばれることの多いゴン太やアンジーに対しても名字で呼ぶ。
赤を基調としたセーラー服を着用し、同じく赤のニーソックスを履いており、ロングの髪型をシュシュでツインテールにしている。
人嫌いで、協調性が無く、常に無愛想で、口数は多くないものの、時にははっきりと物を言うことがあり、棘のある冷ややかな言葉を言い放つことが多く、特に他人とも距離を置きたがっている。自ら積極的に動くことはないが、肝は据わっており、滅多な事では取り乱さない。また、本人は他人から見て無愛想に見えることを自覚しており、常に星と同様に一匹狼の如く一人で居続けることを好むが、反面では絵本や積木などをプレゼントされると素直に受け取ったり、イベントで赤松に誘われた時も一緒に過ごす事を一応了承する等の気遣いが出来る一面もある。
孤児院で育っており、普段は孤児院の手伝いをさせられているが、年下の面倒を見ているうちになぜか子供に好かれているようになっており、それでも本人は「面倒見や愛想などがいい訳でもなく子供好きでもない」としてあまり快く思っていないような節もある。また、「超高校級の保育士」という称号には不満を抱いており、現在の状況も含めて面倒やロクでもないと感じている。
星 竜馬（ほし りょうま）
声 - 大塚明夫
超高校級の「テニス選手」。誕生日:7月1日、身長:105cm、体重:40kg、胸囲:60cm、血液型:B型。
一人称は「俺」。男女共に名字で呼び捨てで呼ぶ。
小柄な体型で、口にココアシガレットをくわえており、頭には黒の角突き帽子を被っており、黒のジャケットに黒と青が混ざったシマシマのズボンを着用している。帽子の下の髪は茶髪。
高校生と思えない冷静さを持ち、自らを傷付けたり、人が殺されたりといった事にすら感情を動かされず、特にコロシアイでは自己犠牲を発揮しようとしていたが、そんな冷静な面とは裏腹に過去に猫を飼っていたために動物が好きだという可愛らしい面があったり、赤松の「脱出したら友達になる」という発言に「悪くない」と共感を示したこともある。また、中学時代から世界で活躍しており、海外の大会でも優勝しているが、特注の鋼鉄製テニスボールでマフィア達の頭を撃ち抜いて惨殺する「殺人テニス」でマフィア組織を壊滅させたために死刑囚として才囚学園に来る前は収監されており、そのために「もう超高校級のテニス選手と呼ばれた自分は存在しない」と語っている。
過去の事もあって自分を殺人者と称し、「俺に関わるな」と忠告しているが、反面では優しさもあり、学級裁判では他者を信頼しつつも前向きに諭したり、疑いに関して自分に非があった場合はすぐに謝罪を示している。また、学級裁判では怪しいと思った事は躊躇せずに発言しており、疑わしきはクロといった独自のスタンスを崩さずに生徒達の発言をすぐには鵜呑みにしない程の冷静な判断力も持っている。
かつてマフィアに家族と恋人を殺害された過去があり、この件が上記のマフィア殺害へと繋がる事となった。
百田 解斗（ももた かいと）
声 - 木村良平
超高校級の「宇宙飛行士」。誕生日:4月12日、身長:184cm、体重:74kg、胸囲:90cm、血液型:O型。
一人称は「オレ」。男女共に名字で呼び捨てで呼ぶ（最原は下の名前で呼び捨てで呼んでいる）。
頭髪が後ろに大きく逆立ち、裏地が宇宙空間模様になった紫色のブレザーを着崩している。
真っ直ぐな性格で、夢とロマンを大事にしていることからそれに見合う熱い発言を度々したり、赤松が責められた時には庇ったり、生徒達を疑わずに信じようとするなどの仲間想い且つ情に厚い。コミュニケーション能力も高く、人の悲しみや苦痛を共に乗り越えようと仲間として積極的な交流を持ったり、孤立しがちな生徒に対しても声を掛けたり、自信を持たせようとしたりと精神面で自ら支えとなる場面も多い。
信じたいものを信じるという信念も持っており、どんな時でも友情を大切にする義理堅く男らしい一面も見せている。また、生徒達からも好意的に親しまれているが、唯一嘘吐きである王馬とは反りが合わない。
宇宙飛行士としての才能が秘められているようで、かつて知り合いを通じて年齢を詐称した偽造書類を使って挑んだ宇宙飛行士の試験でも不正がバレたものの、試験官から「面白い人材」として訓練生に採用されている（一応、試験の結果が良かった事も含まれている）。宇宙には行った事が無いものの、本人は宇宙に大きな憧れを持っている。
前述の熱い発言はポジティブな赤松と引けを取らず、真っ直ぐな言葉を淡々と発するが、熱くなる余りに滅茶苦茶な発言をすることもあり、そのために周囲からは「バカ」と評されることも多い。バカや他の悪口を言われることを気にしており、言われた場合には必ずと言っていい程に言い返している。また、常に「（オレは）宇宙に轟く百田解斗だぜ」を口癖のように言う事がある。
夢野 秘密子（ゆめの ひみこ）
声 - 田中あいみ
超高校級の「マジシャン」。誕生日:12月3日、身長:150cm、体重:39kg、胸囲:68cm、血液型:O型。
一人称は「ウチ」。男女共に名字で呼び捨てで呼ぶ。
星と同様に小柄で、赤毛の髪型をしており、黒の帽子に黒のマントといった魔女のような恰好をし、黒いタイツを履いている。
極度の面倒くさがり屋で、物事に対して消極的な事が多く、常に「んあー」を口癖として呟いていたり、やる気のない発言や表情を見せている。また、背が低い事や胸が小さい事を気にしており、時々思い悩んでいる。
超高校級の魔法使いを自称しており、自分の手品を魔法と言い張っているが、魔法使いを認めてもらえずにマジシャンとして世界中から出演依頼が殺到していることに嘆いていたり、後述の受賞自体が魔法の存在を隠すために仕組まれた陰謀であるとも主張している。また、世界の手品愛好家が集まる団体「マジシャンズキャッスル」から歴代最年少での「マジシャン・オブ・ザ・イヤー」に選出された事もある程の高度な手品テクニックを持っており、相手の選んだカードやコインを当てたり、鳩を出したりできる。
魔法が使えることを信じている茶柱からはかなりの興味を持たれており、彼女に付き纏われてはいつも辟易している。
夜長 アンジー（よなが アンジー）
声 - 鈴木みのり
超高校級の「美術部」。誕生日:4月18日、身長:157cm、体重:41kg、胸囲:72cm、血液型:A型。
一人称は「アンジー」。男女共に下の名前で呼び捨てで呼ぶ。
白の水着に上着を羽織っているといった露出度が比較的高めな格好をし、グレーのスカートを履いている。
ポジティブ且つおっとりとしたマイペースな性格で、「不思議ミラクル」や「ぐっばいなら」、「神ってる」などの独特の日本語を駆使している。信仰心が厚く、「島の神さまがいつも隣にいる」と信じており、また自分が手掛ける絵画や彫刻も「神さまに体を貸しているだけで、実際に創作をやっているのは神さま」と語っているが、神さまを信じないといった信仰心の無い生徒には怒りを露わにしているようで、「神に逆らったら罰が当たる」や「○親等親族まで罰が当たる」などと発言している。絵を見せる代わりに血を捧げる「生贄」になるように求めたり、神の声を代弁して推理を披露したりといった奇妙な一面も持ち合わせている一方で、彼女自身の行動は神様の指示によるものということもあってそれが正しかろうがどうだろうが一切の躊躇を持たないという面を持つ。
基本的に周りからは「アンジー（さん）」と名前で呼ばれているが、真宮寺や春川、星からは名字で呼ばれている（真宮寺は「夜長さん」、春川と星は「夜長」）。V3のおまけモードにあたる才能育成計画やダンガンロンパSでは朝日奈、大神、葉隠、日向、西園寺も名字で呼んでいる（朝日奈からは「夜長ちゃん」、大神、日向、西園寺からは「夜長」、葉隠からは「夜長っち」）。
前述の言動も含めて学級裁判では他者を煽るような言い回しをしたり、不気味や近寄りがたい子と称されることもあり、疑わしい相手に対しては容赦なく追い詰める言動もするが、根は優しいために神さまの単語を使いつつも他者を励ましたり、疑われた生徒に対して反論が出来るように真剣に応援していた。

### 学園長とその配下
モノクマ
声 - TARAKO
過去作から引き続き登場。本作では「才囚学園 学園長」という肩書で、モノクマーズの父親。一人称は「ボク」。男子に対しては「名字＋クン」、女子に対しては「名字＋さん」で呼ぶ。冷酷な面は変わらずにあり、コロシアイや学級裁判の盛り上げに心血を注いだり、おしおきを「エクストリーム」と叫びながら悦に浸るなどしていた。また、モノクマーズを「可愛い我が子達」と称し、たとえどんな失態を犯しても怒らずに「可愛いから許す」と発言したり、舐めながら可愛がるなどの度を越えた愛情を持っているような素振りを見せているが、本当の意味ではモノクマーズを愛しているとは言い難く、メンバーが一人減っても意に介さずにすぐに涼しい顔をするなどしていた。
モノクマーズ
声 - 山寺宏一（一人五役）
「モノクマの子供」と自称する、モノクマのように右側と左側で色が違うクマ型のロボット5体。それぞれ体色は異なるが、共通して口に黄色いおしゃぶりのようなものを付けている。才囚学園とコロシアイを管理する立場にあり、モノクマを「お父ちゃん」と呼んでいる。現れる時には「おはっくまー!!」、去る時には「ばーいくまー!」の掛け声を上げる。 学級裁判のおしおきが起きる度にメンバーの数が減っていく。
モノタロウ
モノクマーズの一人で、リーダー的存在。一人称は「オイラ」。男性に対しては「名字＋クン」、女性に対しては「名字＋さん」で呼ぶ。主に赤が基調で、首に長めのマフラーを巻いており、手に手裏剣を持っている。脱線しがちなモノクマーズを纏めているが、子供っぽい上にドジな一面もあったり、物忘れが激しいなどの抜けた面もある。
モノキッド
モノクマーズの一人。一人称は「ミー」。主に青が基調で、パンクロッカー風の風貌にギターを持っており、「ヘルイェー!」が口癖である。短気で口が悪く、人の話を聞かずに突然脈絡のない話を始めたり、会話を脱線させる元凶になることが多いためにモノクマーズ随一の乱暴者とされている。また、日頃からモノダムをいじめており、彼が心を閉ざすきっかけも作っている。はちみつが好物。
モノスケ
モノクマーズの一人。一人称は「ワイ」。主に黄色が基調で、関西弁の口調と関西風の身なりをしており、眼鏡を掛けている。冷静な性格で、モノクマーズの中ではツッコミ役を担っているが、毒舌家でモノキッドに負けず劣らずに口が悪い。また、「ギスギスしてこそモノクマーズ」とメンバーのいさかいにも肯定的な態度を見せている。性格ゆえか脂っこいものを好む。
モノファニー
モノクマーズの一人で、紅一点。一人称は「アタイ」。主にピンクが基調で、左耳に花飾りをしており、胸の辺りに桜模様のビキニを着用している。グロいものが苦手で、グロイものを見るとすぐに吐いてしまう癖があり、状況によっては色違いの嘔吐物を吐き続ける。また、気の優しいところもあり、モノクマーズで仲間割れが起きた時は仲裁役になったり、コロシアイをジャンケン大会にしようと提案したり、急に眠ったりと可愛い一面もあるが、一方ではおしおきの前に「全員で死ぬより誰か一人だけが死ねばいい」と発言したり、モノクマーズのメンバーに同調することがあるなどの少し冷酷な面もある。父親のモノクマを純粋に慕っており、常にカッコいいやイケメンと褒め称えている。
モノダム
モノクマーズの一人。一人称は「オラ」。主に緑が基調で、手足や頭部がロボットのような見た目をしており、機械のような喋り方をしている。モノクマーズの中ではいじられ(いじめられ)役となっており、モノキッドのいじめが原因で心を閉ざしているために自発的に言葉を発することはほとんどなく、メンバーとすらほとんど会話をしない。

### 過去作からのゲスト出演
上記のモノクマ以外に、『1』、『2』、アニメ『3』からのキャラクター達が本編以外の部分で一部ゲスト出演している。
体験版では製品版とはストーリーが異なり、才囚学園の校舎によく似ているが構造が異なる謎の学園を探索するものとなっている。さらに、『1』から苗木 誠（なえぎ まこと、超高校級の「幸運」）と葉隠 康比呂（はがくれ やすひろ、超高校級の「占い師」）、『2』から日向 創（ひなた はじめ、超高校級の「???」）の3名が「謎の学園の先輩」という立場でゲスト出演しており、ストーリーにも関与する。また、先輩であるため赤松や王馬からは通常とは違い「名字＋さん」で呼ばれている。体験版のみの設定であり、本編には反映されていない。
おまけモード「超高校級の才能育成計画」と「絶望のダンジョン モノクマの試練」では、本作の生徒達が「希望ヶ峰学園」に入学したという設定で、『1』と『2』のメインキャラクター達が「希望ヶ峰学園での別クラスの同級生」として登場している他、アニメ『3』のキャラクターも一部ドット絵でサブキャラクターとして登場している。こちらの苗木達は同級生であるため、上記の体験版とは呼称や態度が変化しているキャラクターも居る。

## 用語
才囚学園
物語の舞台。窓は有刺鉄線で封じられているが、正門から外の中庭に出ることはできる。ただし、敷地をぐるっと高い壁に囲まれており、脱出は不可能。
また学園ではあるがカジノなどの教育施設らしからぬ設備も整えられている他、屋内でも至る所に植物が生えている。最原によれば、廃墟を学園として再利用しているらしい。
モノクマ曰く、16人のメンバーのために作られた学校であり、それぞれに合わせた「研究教室」が設けられている。
エグイサル
学園内を徘徊する高性能警備ロボット。全部で5体存在しており、それぞれの機体にモノクマーズが搭乗、操作する。
名目上は学園の風紀を守るためではあるがその実態は校則違反を犯した生徒を殺処分するためのロボット。
ギフテッド制度
政府が実施している、天才を育成する特別な奨励制度。
"超高校級"と認定された将来有望な高校生は、奨励金などの様々な特権が与えられる。

## 主題歌
「断鎖 -break-」
作詞 -  em:óu / 作曲・編曲 -  岩瀬聡志 / 歌 - 緒方恵美

## 関連商品

### 書籍
ニューダンガンロンパV3 みんなのコロシアイ新学期 超高校級の公式設定資料集
登場キャラクターのイラスト&設定画・ムービー絵コンテや、製作陣へのインタビュー・コメントなどを掲載した設定資料集。
2017年4月28日発売。ISBN 978-4-04-733228-7
ブッコロシ傷殺死 V3（ブッコロシブックレット ブイスリー）
ナムコから発売の、冊子とウェブサイト（解答入力用）を用いてミッションクリアを目指す謎ときゲームブック「NAZOLET（ナゾレット）」シリーズのひとつ。制作はナムコ、制作協力は[1m²]（イチヘイホウカラノダッシュツ）。
イベント『キューブ ダンガンロンパ RED』の開催に合わせ「なぞともカフェ」各店舗での店頭限定販売が開始され、後にオンライン書店e-honでの通販も開始された。
2017年4月29日発売。

### 漫画
一迅社のアンソロジーコミック
- ニューダンガンロンパV3 みんなのコロシアイ新学期 コミックアンソロジー 2017年4月25日発売、ISBN 978-4-7580-0946-1
- ニューダンガンロンパV3 みんなのコロシアイ新学期 コミックアンソロジー VOL.2 2017年7月25日発売、ISBN 978-4-7580-0955-3
- ニューダンガンロンパV3 みんなのコロシアイ新学期 コミックアンソロジー VOL.3 2017年11月25日発売、ISBN 978-4-7580-0968-3

### CD
ニューダンガンロンパV3 みんなのコロシアイ新学期 オリジナルサウンドトラック シロ
ニューダンガンロンパV3 みんなのコロシアイ新学期 オリジナルサウンドトラック クロ
2017年2月24日同時発売。本作のゲーム中楽曲を収録したサウンドトラック。それぞれ収録曲が異なり、シロは2枚組、クロは3枚組となっている。
さらにエビテン内限定シロ＆クロ セット購入特典の非売品CDとして、DJミックスされた『DANGANRONPA V3 〜Happy Holidays Mix〜』も存在する。

## 体感型ゲーム

### ニューダンガンロンパV3 THE MYSTERY MAZE 超絶対絶命絶望希望ロワイヤルZ
『ニューダンガンロンパV3 THE MYSTERY MAZE 超絶対絶命絶望希望ロワイヤルZ』のタイトルであそびファクトリーが主催・企画製作した。東京ではJ-SQUARE JOYSOUND品川港南口店2Ｆを会場に2017年4月28日～30日・5月12日～14日・5月26日～28日・6月2日～4日・6月9日～11日、大阪では難波御堂筋ホールを会場に2017年6月3日～4日・6月10日～11日、名古屋では東別院ホールを会場に2017年7月1日～2日にかけて行われた。
参加者は「才囚学園」を舞台に“超高校級”の生徒となり、チームメンバーと協力しながら、学園に散りばめられたさまざまなナゾや暗号を解き明かし、モノクマ学園長やモノクマーズたちの仕掛けた罠を乗り越え、生き残ることを目的とした体感型謎解きゲームイベントである。声の出演はTARAKO（モノクマ役）、山寺宏一（モノクマーズ役）。
題名の一部『THE MYSTERY MAZE』はあそびファクトリーが関係する「ダンガンロンパシリーズ」の謎解きゲームを実施する時に使用するブランド名である。その内のテレビアニメ『ダンガンロンパ3 -The End of 希望ヶ峰学園-』を元に行われた体感型謎解きゲームイベント『ダンガンロンパ3 THE MYSTERY MAZE 絶望編 絶対絶命絶望希望ロワイヤル』とはタイトルが酷似しているが、再演ではない。
また、同イベントの会場や、アニメイトや、なぞともカフェの一部店舗で2017年4月28日より『ニューダンガンロンパV3 モノクマーズ謎ファイル』のタイトルで「持ち帰り謎」が発売。特設会場ではなく家などで解き、解答判定にウェブサイトを使用するゲーム。謎解きカフェ「時解」を除き、同年10月15日に販売終了。以下のその各タイトルと謎制作した団体。
- モノタロウver『超高校級の???と謎の研究室』謎制作：よだかのレコード
- モノスケver『絶望論破録カイト』謎制作：零狐春
- モノファニーver『ゲロの色は。』謎制作：（製作団体は未公開となっている）
- モノダムver『再構成オブザロボット』謎制作：ENIG-ROID
- モノキッドver『一年間フレンズ。』謎制作：AnotherVision。

### キューブ ダンガンロンパ RED
『キューブ ダンガンロンパ RED』（-レッド）のタイトルで2017年4月29日から11月23日までなぞともカフェ新宿店・渋谷店・自由が丘店・京都新京極店・なんばパークス店・名古屋栄店・福岡天神店の全国7店舗で開催。当初は8月31日までの予定だったが期間が延長された。主催は株式会社ナムコ、制作協力はよだかのレコード。
死体発見アナウンスが鳴り響く中、参加者は唯一アリバイが無くクロだと疑われてしまうが、唯一の協力者である「天海蘭太郎」と共に謎を解き明かし無実を掴む。被害者は本作オリジナルキャラクターの早見 弓子（はやみ ゆみこ、超高校級の「泥棒」）。『V3』の登場人物はモノクマと天海以外登場せず、彼ら以外の立ち絵も（早見含め）無く、天海と早見以外の生徒達の名前は不明となっている。また、本作では天海の才能が明かされており、彼の研究室が現場となっている。
また、同カフェではイベント開催に合わせNAZOLET（謎解きゲームブック）『ブッコロシ傷殺死 V3』（ブッコロシブックレット ブイスリー）も限定販売される。才囚学園の生徒たちが何故か不自然に謎解きに興味を示したモノクマに翻弄されることになったという設定のもと謎を解くのが目的。

### ナイトメアZ-悪夢の学級裁判再び-
『ナイトメアZ-悪夢の学級裁判再び-』のタイトルで2019年4月26日から2020年3月8日までなぞともカフェ新宿店・渋谷店・京都新京極店・なんばパークス店・名古屋栄店の全国5店舗で開催。当初は2019年12月8日までの予定だったが期間が延長された。ただし。2020年2月29日からは2019新型コロナウイルスの影響で休止となったが、2020年7月3日から8月31日に再開催した。
見覚えの無い才囚学園で目を覚ました生徒たちが、突然鳴り響いた学園長「モノクマ」による突然の死体発見アナウンスを聞いて現場に向かうと死体を発見し、謎を解き明かす。ゲーム本編をイメージした内容となっており、「死体発見現場」をイメージした部屋の中で制限時間5分以内に現場検証を行い（最大2回まで）、「非日常（推理）パート」をイメージしたカフェスペースでじっくり犯人を推理した後、「学級裁判」をイメージした部屋の中で制限時間10分以内に集めた情報と推理を元にクロ（犯人）を見つけ出してクリアを目指す。